# Diavoli Rossi
I Diavoli Rossi erano una pattuglia acrobatica dell'Aeronautica Militare fondata nel 1957 ed in attività sino al 1959.

## Storia
Creata presso la base di Ghedi dal capitano Mario Squarcina della 6ª Aerobrigata, la squadra fu all'inizio riserva della pattuglia titolare del Cavallino Rampante. I Diavoli Rossi passarono a pattuglia acrobatica ufficiale nel 1958 ed arrivarono ad essere composti da 7 velivoli Republic F-84F Thunderstreak. Gli aerei si presentavano di colore metallizzato con la parte superiore delle ali in colore rosso; completava la livrea il simbolo della pattuglia, un diavolo impugnante un tridente.

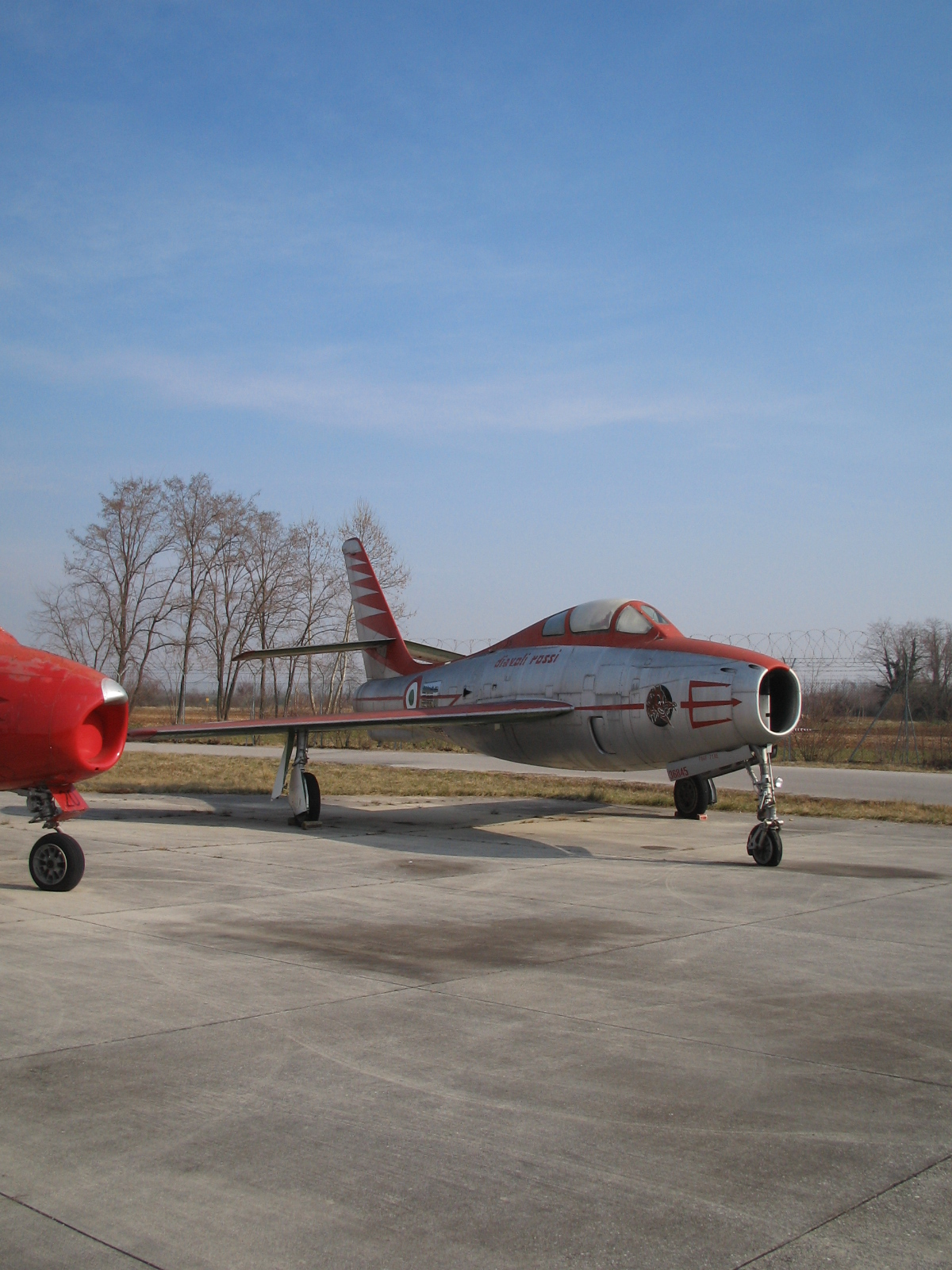
Un Republic F-84F Thunderstreak con la livrea adottata dai Diavoli Rossi nel biennio 1958-59

### Formazione
La squadra, nella formazione a 7 aerei risultava composta dai seguenti piloti:
- Capitano Mario Squarcina (capo formazione)
- Tenente Vittorio Cumin (primo gregario sinistro)
- Tenente Davide Albertazzi (secondo gregario sinistro)
- Sergente Maggiore Ennio Anticoli (primo gregario destro)
- Tenente Antonio Ceriani (secondo gregario destro)
- Tenente Luciano Guida (terzo gregario destro)
- Capitano Gianbattista Ceoletta (solista)

La prima esibizione dei Diavoli Rossi risale al 10 marzo 1958 a Bitburg (Germania), mentre l'ultima ebbe luogo il 17 maggio 1959 a New York.
Nel 1959 durante un'esibizione nei Paesi Bassi, a Ypenburg, furono designati come migliore squadra acrobatica della NATO.
Il comandante Squarcina fu incaricato nel 1961 dallo Stato Maggiore dell'Aeronautica Militare di costituire la Pattuglia Acrobatica Nazionale (P.A.N.) composta da piloti provenienti da tutti i reparti dell'Aeronautica Militare. Fu così che nacque il 313º Gruppo Addestramento Acrobatico "Frecce Tricolori".
Durante la trasferta della pattuglia negli Stati Uniti Antonio Ceriani lasciò l'Aeronautica militare e andò in Alitalia e fu sostituito da Giuseppe Dugnani che aveva già fatto parte della pattuglia ma era stato a sua volta sostituito dopo un incidente in cui fu costretto a lanciarsi.
Attualmente come Diavoli Rossi sono conosciuti i componenti del 6º Stormo dell'Aeronautica, sempre di stanza a Ghedi.
Nel 2015 Antonio Ceriani e Giuseppe Dugnani hanno raccontato la loro esperienza nella pattuglia nel documentario Le Pan prima della Pan di Claudio Costa.